# Ølstrup Sogn
Ølstrup Sogn er et sogn i Ringkøbing Provsti (Ribe Stift).
I 1800-tallet var Ølstrup Sogn anneks til Sønder Lem Sogn. Begge sogne hørte til Bølling Herred i Ringkøbing Amt. Sønder Lem-Ølstrup sognekommune blev senere delt, så hvert sogn dannede sin egen sognekommune. Ved kommunalreformen i 1970 blev både Sønder Lem og Ølstrup indlemmet i Ringkøbing Kommune, der ved strukturreformen i 2007 indgik i Ringkøbing-Skjern Kommune.
I Ølstrup Sogn ligger Ølstrup Kirke.
I sognet findes følgende autoriserede stednavne:
- Attenagre (bebyggelse)
- Blåbjerg (bebyggelse)
- Flytkær (bebyggelse)
- Hammelsvang (bebyggelse)
- Hjøllund (bebyggelse)
- Lervang (bebyggelse)
- Ølstrup (bebyggelse)